# وارد ميلر (لاعب كرة قاعدة)
وارد ميلر (بالإنجليزية: Ward Miller)‏ هو لاعب كرة قاعدة أمريكي، ولد في 5 يوليو 1884 في ماونت كارول في الولايات المتحدة، وتوفي في 4 سبتمبر 1958 في ديكسون في الولايات المتحدة.

## وصلات خارجية
- وارد ميلر على موقع دوري كرة القاعدة الرئيسي (الإنجليزية)
- وارد ميلر على موقعبيزبول رفرنس.كوم (الدوري الرئيسي) (الإنجليزية)
- وارد ميلر على موقعبيزبول رفرنس.كوم (الدوري الثانوي) (الإنجليزية)
- وارد ميلر على موقع مشجعي الرسوم البيانية (الإنجليزية)